# Filippo Bertolotto
Filippo Bertolotto (Genova, ... – ...; fl. XVI secolo) è stato un pittore italiano.

## Biografia
Filippo fu il capostipite di una famiglia di pittori genovesi che si protrasse per quattro generazioni, sino al pronipote Michelangiolo il Giovane.
Filippo si specializzò nella ritrattistica e fu maestro del figlio Michelangiolo il Vecchio, padre di Giovanni Lorenzo.
La sua arte ispirò il nipote Luciano Borzone, che abbandonò gli studi letterari per dedicarsi alla pittura.
Del Bertolotto non sono pervenute opere.